# Municipio de Blaine (condado de Clay)
El municipio de Blaine (en inglés: Blaine Township) es un municipio ubicado en el condado de Clay en el estado estadounidense de Kansas. En el año 2010 tenía una población de 239 habitantes y una densidad poblacional de 2,19 personas por km².

## Geografía
El municipio de Blaine se encuentra ubicado en las coordenadas 39°20′39″N 97°11′5″O / 39.34417, -97.18472. Según la Oficina del Censo de los Estados Unidos, el municipio tiene una superficie total de 109.31 km², de la cual 108,62 km² corresponden a tierra firme y (0,63 %) 0,69 km² es agua.

## Demografía
Según el censo de 2010, había 239 personas residiendo en el municipio de Blaine. La densidad de población era de 2,19 hab./km². De los 239 habitantes, el municipio de Blaine estaba compuesto por el 99,16 % blancos y el 0,84 % eran de una mezcla de razas. Del total de la población el 0,84 % eran hispanos o latinos de cualquier raza.